# 蒂卡尔人
蒂卡尔人（英語：Tikar people）是分布於喀麥隆的民族，2005年的人口統計有11萬左右，其語言蒂卡尔语屬於尼日-剛果語族。
前美國國務院國務卿康朵麗莎·萊斯的先祖就是蒂卡尔人。